# Jean-Melchior d’Abadie

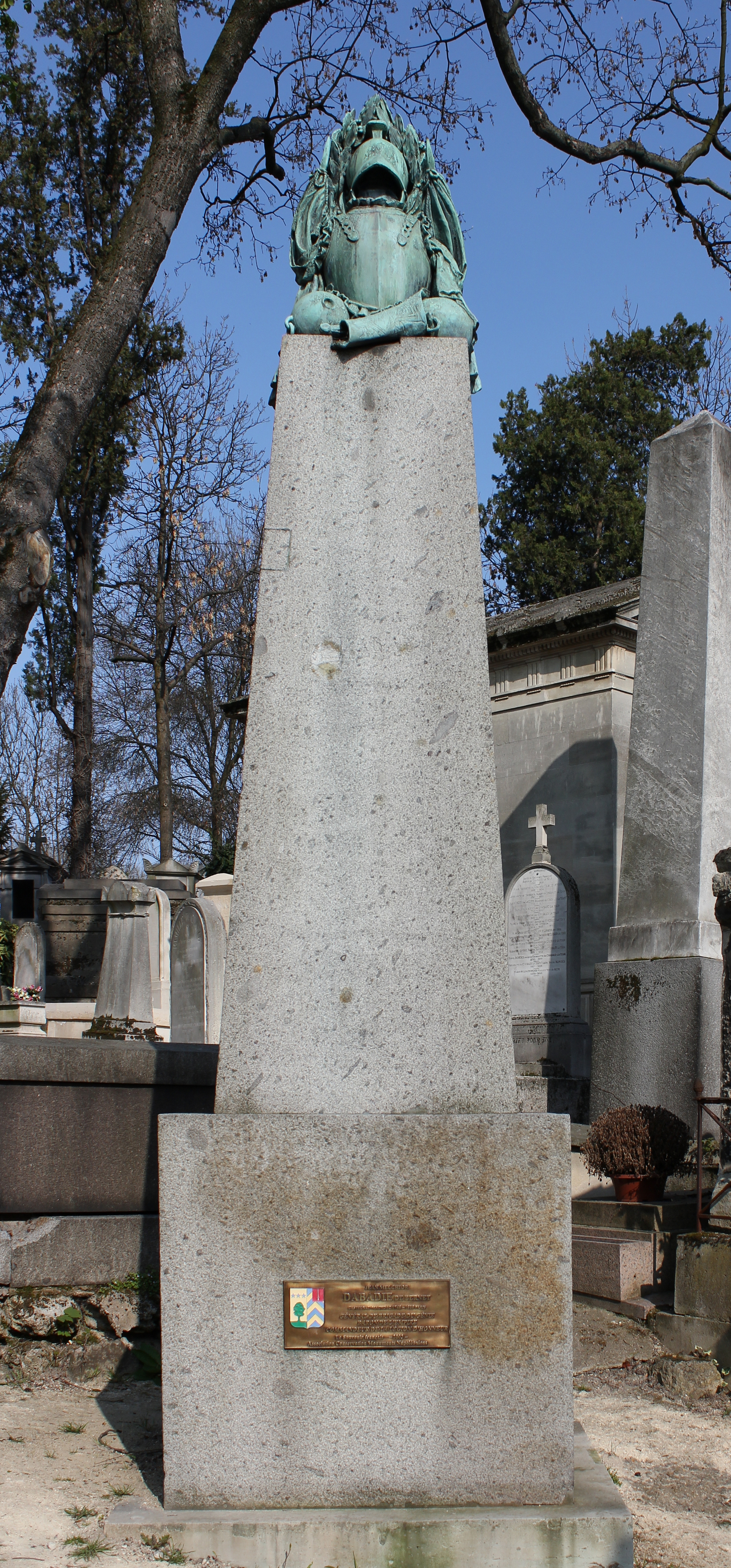
Grabstein auf dem Friedhof Père-Lachaise

Jean-Melchior d’Abadie, während der Französischen Revolution Dabadie de Bernet genannt (* 6. Januar 1748 in Castelnau-Magnoac (Département Hautes-Pyrénées); † 8. März 1820 in Paris) war ein französischer Militär.

## Leben
Jean-Melchior d’Abadie entstammte einer alten, angesehenen Familie Südfrankreichs und war der älteste Sohn von Joseph d’Abadie, Ritter des Ordens von Saint-Louis, und dessen Gattin Anne Marie de Santis d’Auban. Er studierte in Mézières Kriegswissenschaften und trat ins Geniekorps ein, wo er seine gesamte militärische Laufbahn verbrachte. Nach Beendigung seiner Ausbildung wurde er 1770 Lieutenant und hatte von 1777 bis 1789 die Stellung eines Capitaine bei den Genietruppen inne. Im Anschluss an einen Einsatz in wichtigen Grenzstädten diente er auf Martinique sowie von 1780 bis 1782 während des Amerikanischen Unabhängigkeitskriegs bei den französischen Hilfstruppen des Feldherrn Rochambeau, der die amerikanischen Aufständischen unterstützte. 1783 kehrte er nach Frankreich zurück. Im Jahr des Ausbruchs der Französischen Revolution (1789) wurde er als Deputierter des Adels von Guyenne in die Generalstände gewählt, wurde dort zunächst Stellvertreter des Grafen Joseph-Marie de Ségur-Cabanac und nahm, als dieser bald darauf zurücktrat, im August 1789 dessen Sitz ein. Er leistete unter anderem als Mitglied des Kriegskomitees wichtige Dienste.
Ab 1792 war Abadie wieder im Heer tätig und diente zunächst während des ersten Jahres des Kriegs des revolutionären Frankreich gegen europäische Mächte in der Nordarmee. Er befehligte sodann 1793 die Pioniertruppen der Westarmee und zeichnete sich bei der Eroberung der Burg von Chemillé sowie bei der Verteidigung von jener von Saumur aus, wo er aber in die Hände der royalistischen Aufständischen der Vendée fiel. Am 16. Dezember 1793 zum Chef de bataillon befördert wurde er mit der Wiederherstellung der Befestigungsanlagen von Nieuwpoort beauftragt. Auf Beschluss des Direktoriums rückte er am 27. Februar 1796 zum Chef de brigade (von 1793 bis 1803 an Stelle von „Colonel“ verwendet) auf und war damals auch Mitglied einer Kommission, der die Entwicklung der Pläne zur Küstenverteidigung oblag. Er ging 1800 auf den italienischen Kriegsschauplatz, war beim Sturm auf das Kastell von Bard (Mai 1800) beteiligt, focht in der Schlacht bei Marengo (14. Juni 1800) und nahm dann an der Belagerung von Peschiera del Garda teil. Nachdem dort der französische Marschall François de Chasseloup-Laubat am 1. Januar 1801 den Oberbefehl übernommen hatte, räumte er Abadie eine führende Rolle bei den Vorbereitungen zur Eroberung der Festung ein, die sich aber am 19. Januar auch ohne Angriff ergab.
In der Folge war Abadie von 1801 bis 1804 beim Kriegsministerium beschäftigt und diente 1805/06 bei den Feldzügen der Grande Armée. Er leitete die Belagerungsarbeiten vor Thorn und wurde am 8. März 1807 Général de brigade. Dann ging er als Führer des Geniekorps des Generals Pierre Dupont de l’Étang nach Spanien und entwarf die Verteidigungsanlagen am linken Ufer des Guadalquivir zum Schutz des Brückenkopfes bei der Stadt Andújar. Nach der Kapitulation Duponts in Bailén (22. Juli 1808) geriet er in Gefangenschaft, wurde aber bereits im September 1808 wieder freigelassen.
Napoleon ernannte Abadie am 17. Mai 1810 zum Baron des Kaiserreichs (Baron d’Empire) und schickte ihn 1812 zur Leitung der Verteidigungsarbeiten der nordspanischen Küstenstadt Santoña, wo General Charles de Lameth den Oberbefehl führte. Dank Abadies Geschick konnten die Franzosen Santoña zwei Jahre lang gegenüber der feindlichen Übermacht behaupten. Zwischenzeitlich wurde er im April 1813 zur Übernahme des Amts des Generalinspekteurs der Genietruppen nach Paris zurückberufen, begab sich dann aber wieder nach Spanien. Er war im März 1814 an der Verteidigung von Paris beteiligt und wurde nach der Restauration von Ludwig XVIII. am 23. August 1814 zum Kommandeur der Ehrenlegion ernannt. Während Napoleons Herrschaft der Hundert Tage (März bis Juni 1815) befehligte er das Geniekorps unter Jean Maximilien Lamarque. Nach der zweiten Restauration durfte er am 6. Oktober 1815 in den Ruhestand treten. Er starb 1820 im Alter von 72 Jahren in Paris und wurde auf dem Friedhof Père-Lachaise beigesetzt.